# Boris Hagelin

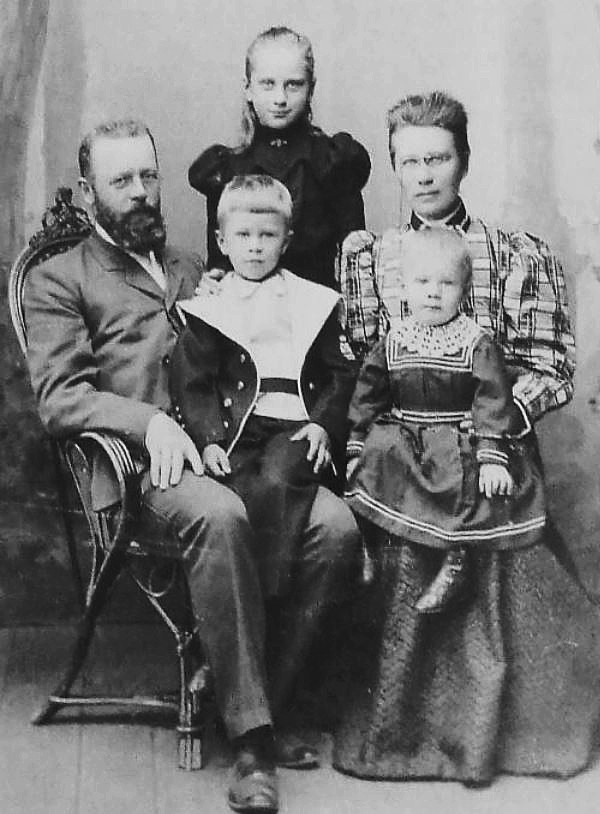

Boris Hagelin, né le 2 juillet 1892 et mort le 7 septembre 1983, est un industriel suédois qui, à la demande de la famille Nobel, assure à partir de 1925 la direction d'Aktiebolaget Cryptograph, une société spécialisée dans le développement et la construction de machines à chiffrer.
Cette activité qu'il embrasse à la suite d'un certain concours de circonstances, fera sa renommée et sa richesse.

## Biographie
Le père de Boris Hagelin est directeur de la société de production pétrolière des frères Nobel à Bakou en Azerbaïdjan. Boris Hagelin obtient un diplôme de mécanique en 1914. La révolution russe rendant les activités pétrolières à l'Est délicates, Emmanuel Nobel, proche du père de Boris Hagelin, propose à Boris d'assurer la supervision et la rentabilité d'une petite société qu'il finance : Aktiebolaget Cryptograph. Boris Hagelin fait ses premiers pas dans la cryptographie qui consistent dans un premier temps à promouvoir les produits développés par un ingénieur suédois, Arvid G. Damm.
Sous l'ère Hagelin, A.B. Cryptograph produit la machine à chiffrer B-21 (les premières séries de machines A et B ayant été essentiellement développées par Damm). La B-21 est commandée en 1926 par l'armée suédoise qui cherchait à s'équiper d'Enigma jusqu'à ce que Boris Hagelin leur présente sa machine.
En 1927, Damm décède et en 1932 Hagelin achète la société, en mauvaise situation financière mais dont le carnet de commandes est assez bien rempli grâce à la B-21. Il la rebaptise Aktiebolaget Cryptoteknik.  Il vend alors des machines B-211 à l’armée française et développe à la demande de cette dernière une machine mécanique portable utilisable sur le front. Ainsi naît la C-35. Il améliore la C-35 et d’autres machines de la série C voient le jour, dont la C-36, la C-52 ou encore la BC-543.
Il s’envole en 1940 aux États-Unis, pays qui ne possédait pas alors de tels moyens cryptographiques. Les Américains achètent les droits de fabrication d'une version améliorée de la C-36, la C-38, qu’ils renomment M-209. Plus de 140 000 unités de la M-209 sont produites aux États-Unis pendant la guerre.
En 1952, Hagelin transfère toute son activité à Zoug en Suisse, où il avait créé une société, Crypto AG, pour s’éloigner de la Suède dont le gouvernement cherchait à s’approprier les moyens de chiffrements développés sur son sol. L'activité prospère et fait de Boris Hagelin un homme riche qui a su vendre ses machines à un tournant de l'histoire où la demande de tels moyens explosait. Selon le journaliste Duncan Campbell, Hagelin a secrètement passé un accord avec la NSA américaine et le BND allemand et qui a permis de piéger les machines de cryptographie construites par Crypto AG, qui étaient ensuite vendues à un nombre important d'états de la planète.